# Erythrura coloria
El diamante de Mindanao (Erythrura coloria) es una especie de ave paseriforme de la familia Estrildidae endémica de la isla de Mindanao, en Filipinas.

## Distribución y hábitat
Se encuentra únicamente en la isla de Mindanao, en el sur del archipiélago filipino. Habita en el sotobosque y los límites del bosque húmedo tropical, además de los claros del bosque con hierba y crecimientos secuntarios por encima de los 1.000 m de altitud. 